# Arconcey
Arconcey é uma comuna francesa na região administrativa da Borgonha-Franco-Condado, no departamento de Côte-d'Or. Estende-se por uma área de 14,85 km². Em 2010 a comuna tinha 231 habitantes (densidade: 15,6 hab./km²).